# Plague Inc: Evolved
Plague Inc: Evolved — відеогра у жанрі симулятора стратегії в реальному часі, розроблена та видана британською студією Ndemic Creations. Гра є ремейком попередньої гри студії — Plague Inc, адаптованою для ПК та консолей. У грі гравець створює та еволюціонує патоген, намагаючись знищити світ смертельною епідемією. Гра використовує модель епідемії зі складним і реалістичним набором змінних для імітації поширення і тяжкості чуми, і привернула увагу CDC.

## Ігролад
Суть Plague Inc: Evolved така ж, як і в Plague Inc — гравець керує чумою, яка заразила нульового пацієнта. Гравець повинен заразити і вбити все населення планети, видозмінюючи чуму та пристосовуючи її до різних умов навколишнього середовища. Щоправда, гра обмежена в часі, щоб завершити гру до того, як люди, тобто опоненти, винайдуть ліки від чуми. Розробник каже, що гра була натхненна Pandemic 2, браузерною флеш-грою, випущеною у 2008 році студією Dark Realm Studios.
Серію ігор високо оцінили Центри з контролю та профілактики захворювань, які заявили, що «вона використовує нетрадиційний спосіб покращення поінформованості суспільства про епідеміологію, передачу хвороб та інформацію про хвороби/пандемії. Гра створює захоплюючий світ, який залучає громадян до серйозних тем громадського здоров'я». Розробник гри був запрошений виступити з промовою до CDC.

### Plague Inc: The Cure
28 січня 2021 року вийшло безкоштовне доповнення Plague Inc: The Cure (пізніше стало платним), в якому гравець намагається викорінити чуму, що швидко поширюється, створивши ліки, перш ніж втратити весь свій «авторитет» через те, що занадто багато людей панічно бояться поширення хвороби.
Гравець може сповільнити поширення чуми, вводячи санітарні норми, програми інформування населення та континентальні карантини.

## Розробка
Plague Inc: Evolved з'явилася у ранньому доступі в Steam 20 лютого 2014 року.
У 2014 році розробник опрацював «майже півмільйона відгуків та запитів від гравців», щоб зрозуміти, чого саме гравці хочуть від гри, і сказав, що він «пройшов лише 50 відсотків шляху через оригінальний дизайн-документ Plague Inc.».
Багатокористувацький режим під назвою «Режим VS.» було додано до гри 1 грудня 2015 року. У цьому режимі двоє гравців змагаються у поширенні власної чуми по всьому світу, заважаючи при цьому людям в грі винайти ліки і намагаються викорінити епідемію іншого гравця. Режим додає в гру нові гени, еволюцію та здібності.
Версія 1.0 вийшла 18 лютого 2016 року, таким чином завершивши період раннього доступу.
9 серпня 2019 року Ndemic Creations випустили Plague Inc. Evolved для Nintendo Switch; керування грою здійснюється за допомогою Joy-Con або сенсорного екрану.

## Сприйняття
| Агрегатор  | Оцінка       |
| ---------- | ------------ |
| Metacritic | XONE: 80/100 |

| Видання                                  | Оцінка |
| ---------------------------------------- | ------ |
| Eurogamer                                | 7/10   |
| GamesRadar+                              | 4/5    |
| Official Xbox Magazine (Велика Британія) | 4/5    |

Версія гри для Xbox One отримала «загалом схвальні відгуки» згідно з агрегатором рецензій Metacritic. Критики поставили грі середній бал 80 зі 100.
У березні 2016 року італійське видання Eurogamer оцінило гру на 7 з 10 балів, похваливши її за відносно складний геймплей, але злегка розкритикувавши за брак деталізації, спричинений її походженням з мобільних пристроїв.
У жовтні 2015 року GamesRadar+ оцінили гру на 4 бали з 5, зазначивши, що гра є «витонченим тандемом балансування».
Під час пандемії COVID-19 виникли певні неоднозначні дискусії з приводу характеру гри, через що Plague Inc. The Cure роздавалася безкоштовно на деяких платформах аж до її закриття.